# Il ou elle (film, 2018)
Pour plus de détails, voir Fiche technique et Distribution.
Il ou elle (They) est un film américain réalisé par Anahita Ghazvinizadeh, sorti en 2018. C'est le premier long métrage de la réalisatrice américano-iranienne, premier prix de la Cinéfondation en 2013 pour son court-métrage Needle. Le garçon trans Rhys Fehrenbacher y joue le premier rôle. Le film a été projeté au Festival de Cannes le 19 mai 2017.

## Synopsis
J a 14 ans et habite dans la banlieue de Chicago. S'interrogeant sur son identité de genre, J prend des traitements hormonaux pour retarder sa puberté. Au bout de deux ans, l'heure est au choix. Durant un week-end d'absence de ses parents, J est rejoint par sa sœur, Lauren, et Araz, son compagnon iranien.

## Fiche technique
- Titre original : They
- Titre français : Il ou elle
- Réalisation et scénario : Anahita Ghazvinizadeh
- Musique : Vincent Gillioz
- Photographie : Carolina Costa
- Montage : Anahita Ghazvinizadeh et Dean Gonzalez
- Décors : Yong Ok Lee
- Direction artistique : Joshua Sampson
- Costumes : Robin Lee
- Production : Zoe Sua Cho et Simone Ling
- Société de production : Mass Ornament Films
- Pays d'origine :  États-Unis
- Langues originales : anglais et persan
- Genre : drame
- Durée : 80 minutes
- Dates de sortie :
  - France : 19 mai 2017 (Festival de Cannes) ; 4 septembre 2017 (Festival de Deauville) ; 29 août 2018 (sortie nationale)

## Distribution
- Rhys Fehrenbacher : J
- Koohyar Hosseini : Araz
- Nicole Coffineau : Lauren
- Norma Moruzzi : Mom
- Diana Torres : Diana

## Sortie

### Accueil critique
Les critiques presse sont plutôt mitigées. 
Pour Nick Schager dans Variety, le film est « beaucoup trop aéré et artificiel pour faire beaucoup de progrès théâtral après sa première à Cannes », citant les « performances [qui] sont aussi boisées que les dialogues » et reprochant à la réalisatrice d'être « déterminée à centrer son film sur le malaise de J au point que le film empêche tout engagement empathique avec le dilemme du protagoniste ». 
Pour le magazine Première, « L’intrigue stagne, les dialogues s’étirent et le récit se perd en scènes inutiles. Résultat : on en ressort encore plus paumé que l’adolescent ». 
Tout en faisant l'éloge du « style visuel onirique » et de « son traitement d'un sujet rarement vu à l'écran », Jordan Mintzer du Hollywood Reporter regrette que les « performances naturalistes [...] ne sont pas toujours à la hauteur ». Mintzer déclare aussi que le passage de la focalisation sur J sur les Irano-Américains « approfondit légèrement notre intérêt » pour le petit ami iranien mais « [pousse] J hors du tableau », et se désole que leur conflit était moins intéressant que celui de J. Concernant les acteurs, il affirme que « Rhys Fehrenbacher à la voix douce et touchante qui apporte une profondeur émotionnelle aux procédures » mais « Coffineau ni Hosseini ne se présentent comme des artistes très captivants ». 
Pour Frédéric Strauss dans Télérama, cette « fiction minimaliste séduit par l’art de l’esquive qui s’y développe en douceur » tout en regrettant « une curieuse manière de ne rien filmer de décisif. Et de reculer toute décision… ». 
Pour Komitid, qui parle de l'acteur Rhys Fehrenbacher comme d'une « révélation », le film est un « conte onirique sur la douleur de choisir »,. 
Pour Thomas Messias dans Slate, Fehrenbacher est « un jeune interprète ahurissant ». Messias décrit le film par opposition au récent Girl de Lukas Dhont : Anahita Ghazvinizadeh montre une apparente sérénité plutôt que du tapage, mais sans nier les difficultés rencontrées par les personnes non-binaires. Le film démontre que « parler correctement de transidentité dans un film sans se vautrer dans les pièges habituels liés à la thématique et en impliquant réellement les personnes concernées dans sa fabrication, est bel et bien possible » .